# Erythrolamprus festae
Espèce
Synonymes
- Rhadinaea festae Peracca, 1897
- Liophis festae (Peracca, 1897)

Erythrolamprus festae  est une espèce de serpents de la famille des Dipsadidae.

## Répartition
Cette espèce se rencontre entre 1 000 et 2 500 m d'altitude :
- en Équateur ;
- au Pérou ;
- au Brésil dans l’État du Pará.

## Étymologie
Cette espèce est nommée en l'honneur d'Enrico Luigi Festa (1868–1939).

## Publication originale
- Peracca, 1897 : Viaggio del Dr. Enrico Festa nell’Ecuador e regioni vicine. IV. Rettili. Bollettino dei Musei di Zoologia ed Anatomia Comparata della R. Università di Torino, vol. 12, no 300, p. 1-20 (texte intégral).